# Lukang
Lukang ( 鹿港, en taïwanais ancien Lo̍k-á-káng, littéralement « port du cerf ») est une ville taïwanaise du nord-est du comté de Changhua. Seconde ville la plus ancienne après Tainan, ce fut le port et la ville d'importance du centre de l'île de Taïwan jusqu'au XIXe siècle. Elle perdit finalement son rôle de ville de première importance au profit des villes proches telles que Changhua (300 000 habitants) et Taichung.
Ville historique relativement préservée, elle est désormais surtout connue pour son histoire, ses temples (Temple de Longshan, Temple de Mazu), et ses gâteaux Yujhenjhai ( 玉珍齋 ).
- Superficie : 39,46 km²
- Population : 84 453 habitants (2003)